# Parigi-Bruxelles 2012
La Parigi-Bruxelles 2012, novantaduesima edizione della corsa, valida come evento dell'UCI Europe Tour 2012 categoria 1.HC, si svolse l'8 settembre 2012 su un percorso di 216,8 km. Fu vinta dal belga Tom Boonen, che terminò la gara in 4h 55' 59" alla media di 43,94 km/h, precedendo l'australiano Mark Renshaw e lo spagnolo Óscar Freire.
Al traguardo di Bruxelles furono 184 i ciclisti che portarono a termine la competizione.

## Squadre partecipanti
| N.      | Cod. | Squadra                       |
| ------- | ---- | ----------------------------- |
| 1-8     | OPQ  | Omega Pharma-Quickstep        |
| 11-18   | LTB  | Lotto-Belisol Team            |
| 21-25   | ALM  | AG2R La Mondiale              |
| 31-38   | FDJ  | FDJ-BigMat                    |
| 41-48   | KAT  | Katusha Team                  |
| 51-58   | RAB  | Rabobank Cycling Team         |
| 61-68   | STB  | Team Saxo Bank-Tinkoff Bank   |
| 71-78   | VCD  | Vacansoleil-DCM               |
| 81-88   | ACC  | Accent Jobs-Willems Veranda's |
| 91-98   | AND  | Androni Giocattoli-Venezuela  |
| 101-108 | BSC  | Bretagne-Schuller             |
| 111-118 | CJR  | Caja Rural                    |
| 121-128 | CSS  | Champion System               |

| N.      | Cod. | Squadra                     |
| ------- | ---- | --------------------------- |
| 131-138 | COF  | Cofidis, le Crédit en Ligne |
| 141-148 | COL  | Colombia-Coldeportes        |
| 151-158 | FAR  | Farnese Vini-Selle Italia   |
| 161-168 | LAN  | Landbouwkrediet-Euphony     |
| 171-178 | SAU  | Saur-Sojasun                |
| 181-188 | ARG  | Team Argos-Shimano          |
| 191-198 | EUC  | Team Europcar               |
| 201-208 | APP  | Team NetApp                 |
| 211-218 | TT1  | Team Type 1-Sanofi          |
| 221-228 | TSV  | Topsport Vlaanderen         |
| 231-238 | JVC  | Bofrost-Steria              |
| 241-248 | WBC  | Wallonie Bruxelles          |

## Ordine d'arrivo (Top 10)
| Pos. | Corridore           | Squadra      | Tempo    |
| ---- | ------------------- | ------------ | -------- |
| 1    | Tom Boonen          | Omega Pharma | 4h55'59" |
| 2    | Mark Renshaw        | Rabobank     | s.t.     |
| 3    | Óscar Freire        | Katusha Team | s.t.     |
| 4    | Michael Van Staeyen | Topsport Vl. | s.t.     |
| 5    | Manuel Belletti     | AG2R La M.   | s.t.     |
| 6    | Jempy Drucker       | Accent Jobs  | s.t.     |
| 7    | Alessandro Bazzana  | Team Type 1  | s.t.     |
| 8    | André Schulze       | Team NetApp  | s.t.     |
| 9    | Kenny van Hummel    | Vacansoleil  | s.t.     |
| 10   | Rafael Andriato     | Farnese Vini | s.t.     |